# دوایت (مردگان متحرک)
دوایت یک شخصیت خیالی در مجموعه کتاب های مصور مردگان متحرک است و توسط آستین آملیو در مجموعه تلویزیونی آمریکایی به همین نام و سریال همراه آن از مردگان متحرک بترسید به تصویر کشیده شده است.
در مجموعه کتاب‌های مصور، دوایت نفر دوم گروهی از بازماندگان به رهبری نِیگِن به نام "نجات‌دهنده‌ها" است که در ازای محافظت در برابر زامبی‌ها ، از جوامع اطراف برای تامین منابع خود اخاذی می‌کنند. دوایت به خاطر اینکه نیگن همسر او را از آن خود کرد از نیگن متنفر شد و به متحد ریک گرایمز به عنوان یک خبرچین علیه نیگن تبدیل شد. پس از شکست نیگن ، دوایت رهبر جدید نجات‌دهنده‌ها می‌شود و آن‌ها را در ترتیبات مسیر تجاری بین جوامع دیگر قرار می‌دهد.
در مجموعه تلویزیونی، دوایت، شری و خواهر شری یعنی تینا، از نجات‌دهندگان فرار می‌کنند که از حکومت بر پایه وحشت نیگن خسته شده‌اند. آنها با دریل دیکسون روبرو می شوند که به آنها کمک می کند تا فرار کنند، اما دوایت به داریل خیانت می کند و کمان کراسبو (زوبین) و موتورسیکلت دریل را می دزدد. از آن زمان، رقابتی بین دوایت و دریل شکل می‌گیرد. پس از ناپدید شدن شری، دوایت به نیگن خیانت می کند و با ریک به عنوان یک جاسوس علیه نجات دهنده ها همکاری می کند. پس از جنگ، دوایت توسط دریل تبعید می شود و راهی یافتن شری،همسر خود می‌شود.
در ژانویه سال ۲۰۱۹ میلادی ، اعلام شد که آملیو نقش دوایت را در فصل پنجم از مردگان متحرک بترسید که در 2 ژوئن ۲۰۱۹ پخش شد، دوباره بازی خواهد کرد. در اسپین آف این مجموعه (ترس از مردگان متحرک)، دوایت به کاروان مورگان می‌پیوندد و به دنبال شری می‌گردد که او را در سراسر کشور تعقیب کرده است.
او تخم های دریل هم نمیشد